# Linkback
Linkback é um método para autores de páginas web obterem notificações quando outros autores criarem ligações para seus documentos. Isto permite ao autore saber quem está criando a ligação, ou mencionando seus artigos. Os três modos (Refback, Trackback, e Pingback) diferenciam-se pela maneira que executam esta tarefa.
Qualquer um dos quatro termos (Linkback, Trackback, Pingback, ou (raramente) Refback) podem se referir coloquialmente à seções de um site com links manualmente adicionados, uma forma de divulgação muito comum em sites pessoais.

## Quadro Comparativo
| | Refback | Trackback | Pingback |
| --- | --- | --- | --- |
| Mecanismo de Ação                                                                                               | O visitante que quer criar ligação do site, clica no link e seu navegador o leva ao site ligado. | Código no servidor acessado examina documentos adicionados ou atualizados, extrai seus links e notifica cada link encontrado acessando o servidor.                                                          | Código no servidor acessado examina documentos adicionados ou atualizados, extrai seus links e notifica cada link encontrado acessando o servidor.                        |
| Meio de notificação                                                                                             | Valor HTTP referrer | HTTP POST | Chamada XML-RPC |
| Mecanismo de Captura                                                                                            | Exame dos valores de entrada do HTTP referrer | Script de captura Trackback | Função XML-RPC |
| Informação enviada pelo servidor ligado                                                                         | Nenhum | - Nome do site (Opcional) - Título do conteúdo (Opcional) - Resumo do conteúdo (Opcional) - URL do conteúdo                                                                                                 | - URL do conteúdo ligado - URL do conteúdo ligado |
| Informações adicionais apresentado ao servidor acessado                                                         | HTTP referrer enviado pelo navegador do visitante ao clicar na ligação | Endereço IP do servidor ligado | Endereço IP do servidor ligado |
| Mecanismo de auto-dscoberta (como o servidor ligado descobre que está sendo referenciado e envia a notificação) | Nenhum | tag LINK no cabeçalho da página ligada ou documentos de Trackback RDF | Cabeçalho especial HTTP header ou tag LINK no documento acessado |
| Ação necessária quando a notificação é recebida                                                                 | - Extração do valor referrer do cabeçalho HTTP - Obtenção da página referida - Parsing da página para a informação desejada | - De onde obtém informação desejada - parâmetros fornecidos - ou obtenção e parsing da dada URL | - Obtém página na URL do conteúdo - Parsing da página obtida pela informação desejada                                                                                     |
| Vantagens | Não precisa de código especial no servidor | Toda a informação está presente na própria notificação | - Mecanismo de notificação tem especifição técnica completa - Menos suscetível a spam                                                                                     |
| Desvantagens | - Sem notificação a menos que alguém clicar no link - Depende do navegador do visitante enviar informação HTTP referrer adequada - O Site ligado deve obter e fazer o parsing na página do link para extrair a informação que quer | - A notificação precisa de ação positiva fornecida pelo servidor ligado - Mecanismo de notificação possui poucas especificações técnicas - A informação para auto-descoberta pode impedir a validação XHTML | - A notificação precisa de ação positiva fornecida pelo servidor ligado - O Site ligado deve obter e fazer o parsing na página do link para extrair a informação que quer |